# Пилохвост восточный
Пилохвост восточный (лат. Poecilimon intermedius) — вид прямокрылых из семейства настоящих кузнечиков.

## Описание
Кузнечики зелёной окраски длиной тела 12-20 мм. Самцы  заметно мельче самок. Помимо размеров самцы отличаются от самок наличием темной продольной полосы на брюшке. По верхнему краю переднеспинки имеются, как правило, две жёлтые полоски. Яйцеклад у коричневый на вершине с зубчиками.

## Биология
Обитает на остепнённых и низкотравных злаково-разнотравных лугах на хорошо прогреваемых склонах. Питается соцветиями и стеблями зонтичных, бобовых и сложноцветных. Имаго появляются как правило с первой декады июня и активны доя начала августа. Развитие преимущественно партеногенетическое. В популяциях самцы отсутствуют или крайне редки. Самки откладывают яйца небольшими порциями в поверхностные слои почвы. На стадии яйца может переходить в состояние многолетней диапаузы, которая длится до трёх лет.

## Охрана
Включен в региональные Красные книги как редкий вид (3 категория) в Московской, Кировской областях, Татарстане и Удмуртии и как находящийся под угрозой исчезновения (1 категория) в Москве.

## Распространение
Встречается в Европе, юге Сибири, Казахстане, Средней Азии, Монголии.